# 761

## Decese
- Wang Wei, poet chinez (n. 699)